# Keith Urban
Keith Lionel Urban (Whangārei, 26 ottobre 1967) è un cantautore e produttore discografico neozelandese naturalizzato australiano.
Considerato uno degli artisti country di maggior successo, ha pubblicato dieci album in studio ottenendo l'appoggio della critica musicale, vincendo quattro Grammy Award su diciannove candidature, oltre a quindici Academy of Country Music Awards. Urban ha composto e cantato la colonna sonora For You del film Act of Valor, ottenendo candidature ai Golden Globe e Critics' Choice Awards nelle rispettive categorie alla miglior canzone.
Il suo singolo Somebody Like You è stato incoronato come la più grande hit country degli anni 2000 da Billboard. Nel corso della carriera ha collaborato inoltre con numerosi artisti, attingendo influenze dal pop e rock, tra cui Carrie Underwood, nel singolo The Fighter, Pink in One Too Many, Taylor Swift e Tim McGraw nel brano Highway Don't Care, oltre che con le Dixie Chicks, Miranda Lambert, Brad Paisley, Julia Michaels, Nelly Furtado, Dolly Parton e Reba McEntire.
Parallelamente alla carriera musicale è stato giudice ad American Idol e The Voice Australia.
Dal 2006 è sposato con l'attrice Nicole Kidman.

## Carriera

### Esordi e The Ranch (1983-1997)
Nato in Nuova Zelanda, ma trasferitosi molto presto in Australia, Urban comincia all'età di sei anni a suonare la chitarra, donatagli dai genitori, fan della musica country. Dopo aver lasciato la scuola a quindici anni, Urban comincia a partecipare a vari concorsi e manifestazioni locali. Nel 1983 partecipa al talent show australiano New Faces. Dopo aver continuato ad esibirsi in giro per locali, nel 1990 Urban firma un contratto con la EMI Australia e pubblica il suo album di debutto Keith Urban, per il solo mercato australiano. Il progetto ottiene un discreto successo e viene anche nominato gli ARIA Awards nella categoria Best Country Album.
Nel 1992 Urban si trasferisce a Nashville, capitale della musica country, dove, dopo aver ricevuto lezioni di canto da Brett Manning, trova lavoro come chitarrista per il duo dei Brooks & Dunn e partecipa al video Mercury Blues alle spalle di Alan Jackson. Urban forma il gruppo The Ranch. Il gruppo gira per i locali e si fa notare, al punto di ottenere un contratto con una casa discografica. Nel 1997 il gruppo pubblica il suo unico album, The Ranch. Il disco incontra l'apprezzamento della critica specializzata, e il gruppo si prepara a registrare un secondo album, ma nel 1998 Urban preferisce sciogliere il gruppo e continuare la propria carriera da solista.

### Keith Urban, Golden Road (1999-2004)

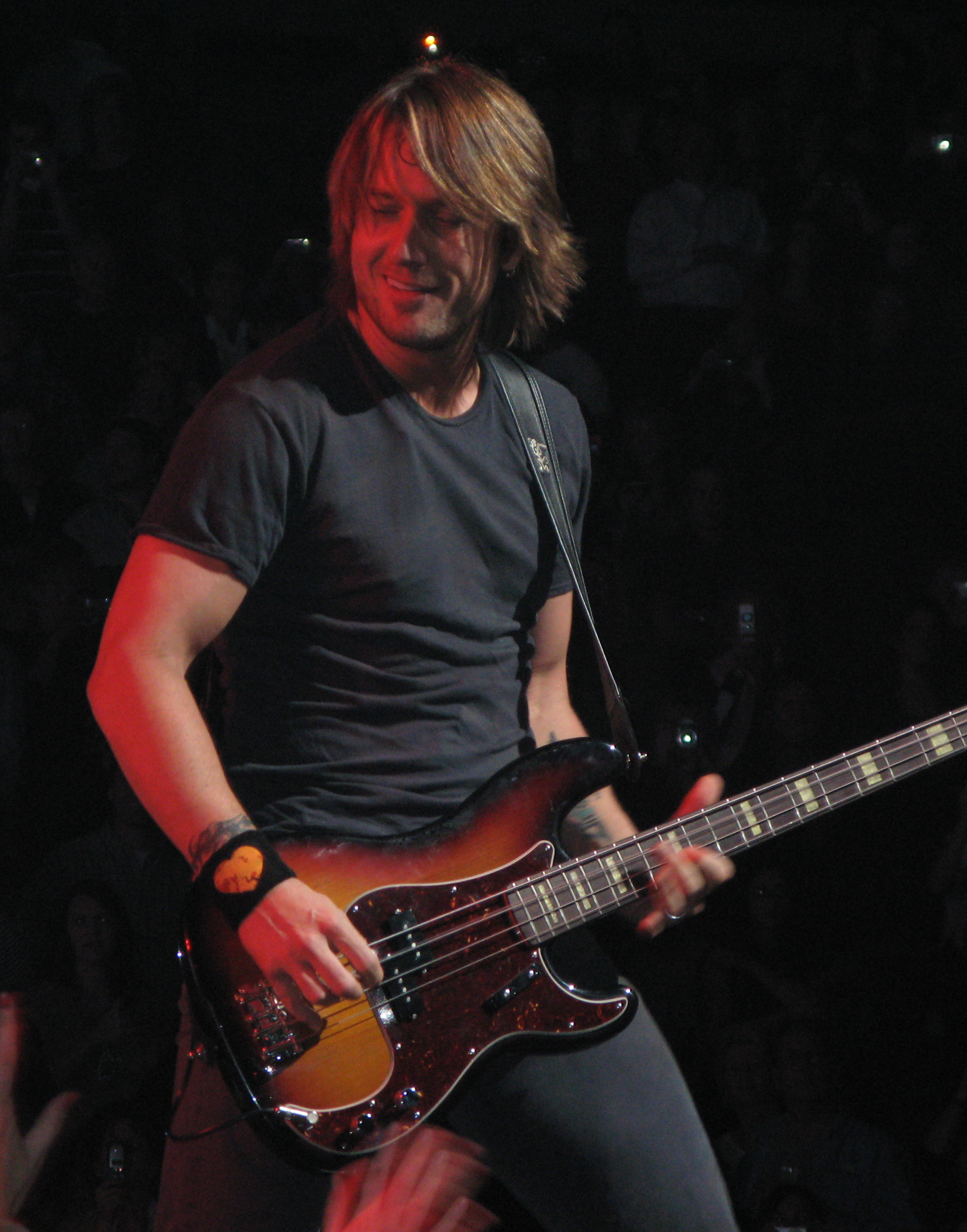
Keith Urban durante una performance.

Firmato un contratto discografico da solista con la Capitol Records, nel 1999 Urban pubblica nuovamente un album intitolato semplicemente Keith Urban, questa volta in tutto il mondo. L'album viene promosso attraverso il lancio di 5 singoli vince il premio dell'Accademia della musica country come miglior artista emergente nel 2001. I risultati commerciali del singolo Your Everything lo rendono il primo artista neozelandese ad entrare nella top 10 della classifica Hot Country Songs, mentre il brano But For The Grace Of God lo porta addirittura alla numero 1 di tale classifica. Sempre nel 2001 posa senza veli in un servizio fotografico per la rivista Playgirl.
Nel 2002 Urban pubblica il suo secondo album "Golden Road" che arriva al vertice delle classifiche country, grazie anche all'incredibile popolarità del primo singolo estratto Somebody Like You: il singolo otterrà un successo talmente intenso da essere incoronato come più grande hit country degli anni 2000 da Billboard. Vengono estratti altri due singoli dall'album, tra cui troviamo altre due numero 1 della principale classifica country statunitense. In particolare, il singolo You'll Think Of Me permette a Urban di vincere un Grammy nella categoria Best Male Country Vocal Performance. Nello stesso periodo, Urban Incide con Olivia Newton-John il brano Sunburned country da loro composto inserito nell'album "Duets (2)" della Newton-John. Per i due anni seguenti, Urban apre i tour di importanti artisti della scena country, come Brooks & Dunn, Martina McBride e Kenny Chesney, per diventare nel 2005 testimonial della linea di abbigliamento americana Gap.

### Be Here, Love Pain & The Whole Crazy, Greatest Hits (2005-2008)

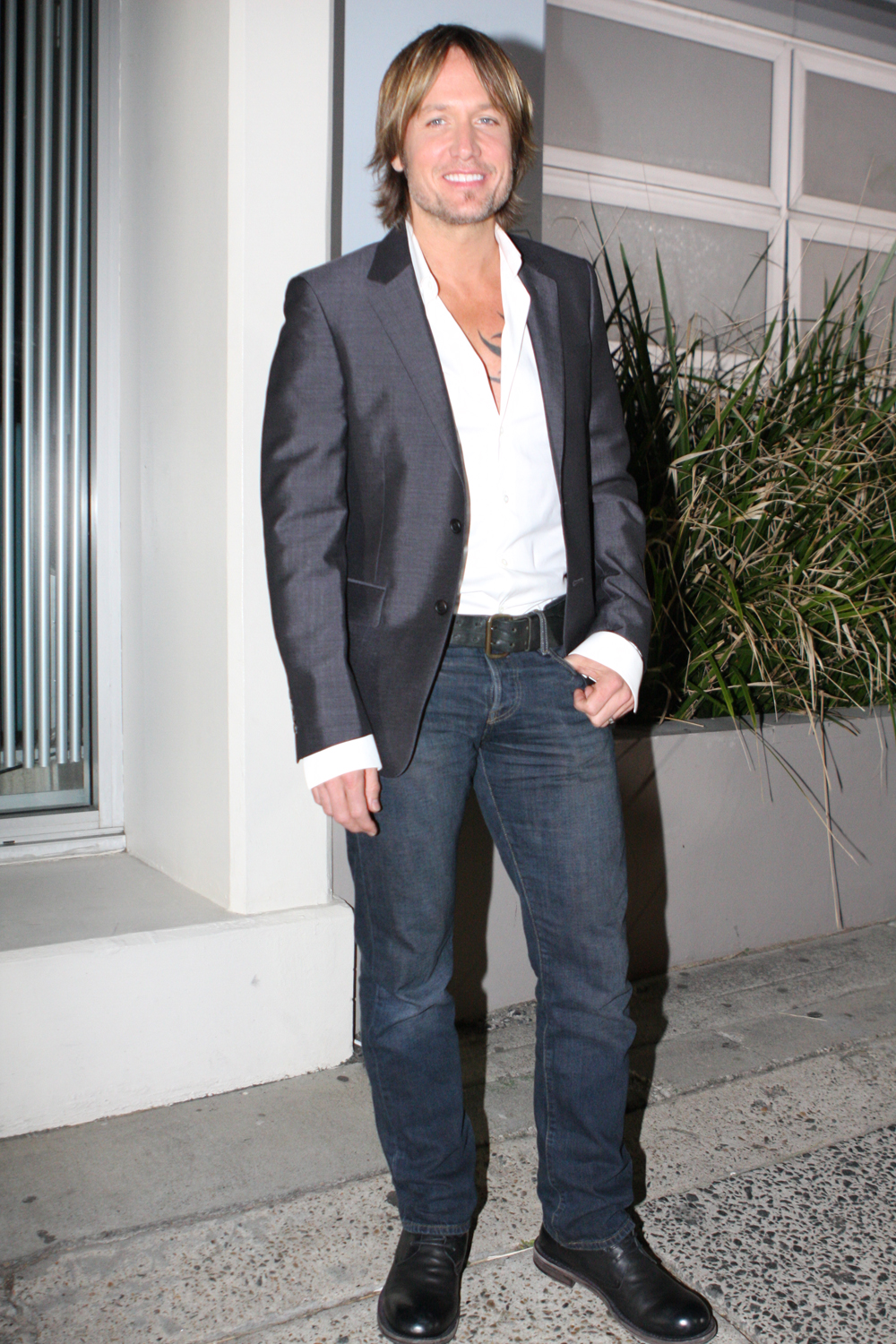
Keith Urban.

Nel 2005 viene pubblicato il singolo Days Go By, che fa da traino per il terzo album di Urban Be Here. L'album ottiene un grande successo in USA, arrivando a vendere 3 milioni di copie. Anche in questo caso, l'artista pubblica molti singoli di successo per la promozione di questo album. Nei mesi successivi, Urban va in tour non solo in USA e Oceania ma anche in Europa, apparendo per la prima volta sui palchi del Vecchio Continente. Il 21 agosto 2006, Keith Urban pubblica il singolo Once In A Lifetime con cui batte un altro record: il debutto alla numero 17 nella Hot Country Songs Chart è il più alto mai avvenuto in quella classifica fino a quel momento. Viene dunque pubblicato l'album Love, Pain, lanciato anche attraverso il secondo singolo Stupid Boy, con cui Urban vince il suo secondo Grammy (sempre nella medesima categoria del precedente).
Nel luglio 2007, Urban duetta con Alicia Keys, in uno dei Live Earth, i concerti organizzati da Al Gore per sensibilizzare sul disastro ambientale. A novembre viene pubblicato il suo primo greatest hits Greatest Hits: 18 Kids, che contiene due inediti. Nel 2008, dopo aver portato avanti un tour da solista, Urban si dedica al Love, Pain and the Whole Crazy Carnival Ride Tour con la collega Carrie Underwood. Nello stesso periodo, Urban pubblica una cover del brano You Look So Good In My Shirt. Successivamente viene pubblicato un DVD del tour da solista che aveva preceduto quello con la Underwood. Urban conclude il 2008 duettando con Brad Prasley nel brano Start A Band, che raggiungerà la numero 1 della classifica country americana il 1º gennaio 2009.

### Defying Gravity, Get Closer, Fuse (2009-2016)

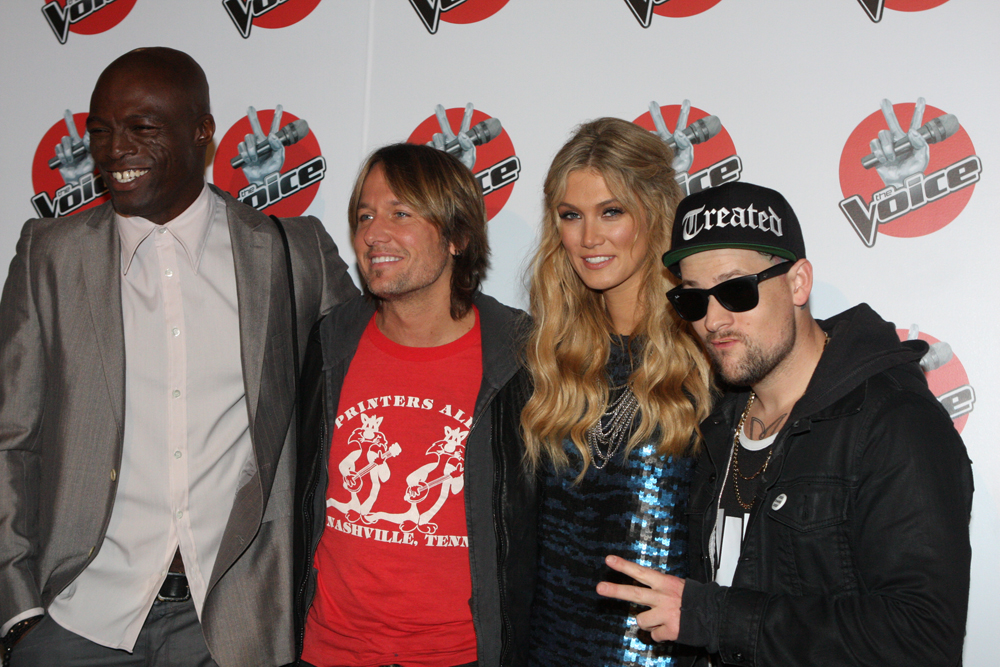
Keith Urban alla presentazione di The Voice Australia con Seal, Delta Goodrem e Joel Madden.

Dopo aver ottenuto la sua decima numero 1 nella classifica country con il brano Sweet Thing, Urban pubblica l'album Defying Gravity nel 2009, anche questa volta accompagnandolo con svariati singoli e promozione. Sempre nel 2009, Urban porta avanti l'"Escape Together Tour", il quale coinvolge grandi stelle come Taylor Swift, Sugarland e Jason Aldean come openers.
Dal 2010, Urban lavora all'album Get Closer, che viene poi pubblicato nel 2012, ancora una volta supportato da vari singoli. In questo periodo, Urban si presta anche ai talent show come giudice: nel 2011 è fra i giudici della prima edizione di The Voice of Australia, mentre dal 2012 al 2016 è presenza fissa nella giuria di American Idol. Nel frattempo continua anche l'attività live, con il Summer Lovin Tour del 2010 ed il Get Closer 2011 World Tour.
Il 10 settembre 2013, Urban pubblica l'album Fuse, anticipato dal singolo Little Bit Of Everything. L'album è stato co-prodotto dallo stesso Urban insieme ad altri 10 produttori. Anche in questo caso vengono estratti in tutto ben 5 singoli, tra cui figurano collaborazioni con Miranda Lambert ed Eric Church. Urban porta avanti il Light The Fuse Tour nel 2013 ed il Raise Em Up Tour nel 2014. Nel 2015 Urban pubblica un ulteriore album intitolato Ripcord: anche da questo progetto vengono estratti in tutto 5 tutti, fra cui il duetto con Carrie Underwood The Fighter e Blue Ain't Your Colour, che vengono entrambe certificate 2 volte platino in USA. Blue Ain't Your Color arriva a trascorrere ben 12 settimane alla vetta della classifica Country Airplay Chart. Nel 2016 Keith Urban è fra i 30 artisti scelti per celebrare i 50 anni dei CMA Awards.

### Graffiti U, The Speed of Now (2017-presente)
L'8 novembre 2017, Urban pubblica il singolo Female, dichiarando che il brano è ispirato parzialmente dallo scandalo riguardante Harwey Weinstein. Urban dichiara anche che il brano è dedicato alle componenti femminili della sua famiglia, e la stessa Nicole Kidman interpreta i background vocals. A tale singolo fa seguito l'album Graffiti U, pubblicato il 27 aprile 2018. L'album viene promosso attraverso vari brani tra singoli ufficiali e promozionali; la collaborazione con Julia Michaels Coming Home è il secondo singolo ufficiale. Segue il Graffiti U World Tour, che terrà impegnato Keith Urban fino al 2019.
Fra 2019 e 2020, Keith Urban ha pubblicato molti singoli, alcuni tipicamente country e altri molto vicini al pop: una strada già intrapresa con la già citata Coming Home. Tra i singoli rilasciati troviamo Superman, che viene confermato in qualità di primo estratto dal nuovo progetto di Urban, The Speed Of Love Parti I. Il pre-order dell'album viene reso disponibile insieme al brano Change Your Mind. L'album viene successivamente pubblicato il 18 settembre 2020, preceduto di pochi giorni dalla collaborazione con P!nk One Too Many.

## Vita privata

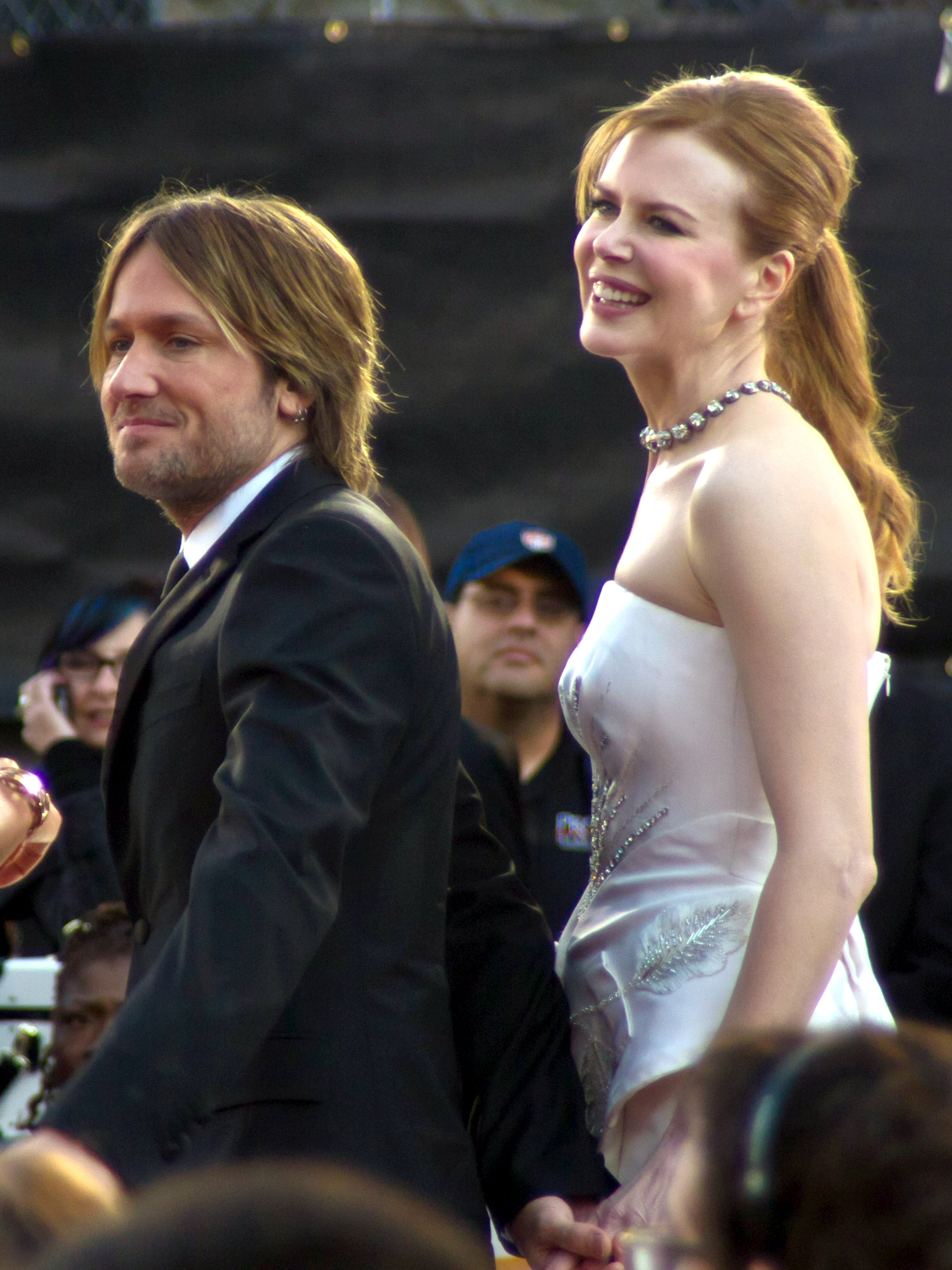
Keith Urban con la moglie Nicole Kidman alla 69ª edizione dei Golden Globe.

Nel periodo trascorso a Nashville, Keith Urban era dipendente da cocaina. Nel gennaio 2005 conosce l'attrice Nicole Kidman durante il G'Day, un evento hollywoodiano in onore degli australiani. I due si sono sposati con una cerimonia cattolica il 25 giugno 2006. Il 20 ottobre dello stesso anno Urban, che aveva firmato un contratto pre-matrimoniale in base al quale avrebbe perso ogni diritto sui beni della moglie se avesse fatto abuso di droghe e alcol, entra in una clinica per disintossicarsi dall'uso di cocaina. Il 7 luglio 2008 ha avuto la prima figlia, Sunday Rose. Il 28 dicembre 2010 nasce la secondogenita della coppia, Faith Margaret, tramite madre surrogata.

## Discografia
Album in studio
- 1991 - Keith Urban
- 1997 - The Ranch (con i The Ranch)
- 1999 - Keith Urban
- 2002 - Golden Road
- 2004 - Be Here
- 2006 - Love, Pain & the Whole Crazy Thing
- 2009 - Defying Gravity
- 2010 - Get Closer
- 2013 - Fuse
- 2016 - Ripcord
- 2018 - Graffiti U
- 2020 - The Speed of Now Part 1

Raccolte
- 2005 - Days Go By
- 2007 - Greatest Hits: 18 Kids
- 2009 - iTunes Originals
- 2012 - The Story So Far

## Filmografia

### Doppiatore
Back to the Outback - Ritorno alla natura regia di Clare Knight e Harry Cripps